# Nguyễn Anh Toàn
Nguyễn Anh Toàn (sinh năm 1982), là nam ca sĩ đã giành ngôi vị quán quân Chung kết cuộc thi Giọng ca vàng Bolero Việt Nam 2021.

## Tiểu sử
Eric Toàn Nguyễn sinh ra ngày 10/10/1982 tại xã Xích Thổ, huyện Nho Quan, tỉnh Ninh Bình.
Ngay từ khi còn học cấp 2, Anh Toàn đã rất đam mê ca hát và cũng từ đó, anh tự tìm cách học các nhạc cụ, và khi tốt nghiệp phổ thông, anh đã thi đỗ vào trường ĐH Sư phạm Nghệ thuật Trung ương, khoa Âm nhạc. Sau khi tốt nghiệp, con đường làm nghệ thuật của anh có nhiều giai đoạn rất khó khăn, do cuộc sống mưu sinh mà Eric Toàn Nguyễn phải dừng hoạt động nghệ thuật để làm kinh tế. Sau khi ổn định, Anh Toàn quay trở lại với âm nhạc và may mắn khi tham gia cuộc thi Giọng ca vàng Bolero Việt Nam 2021, Anh Toàn đã giành giải Quán quân.
Ngoài vai trò ca sĩ, Anh Toàn là còn một người sáng tác rất nhiều các ca khúc đa dạng với thể loại từ hợp xướng, các ca khúc trữ tình, ca khúc quê hương đất nước, các ca khúc bolero và đã đạt những thành tựu nhất định. Nam nghệ sĩ gốc Ninh Bình đã sáng tác khoảng 40 ca khúc các thể loại từ hợp xướng, truyền thống, dân ca, bolero, nhạc nhẹ... Đặc biệt anh có giọng hát không giống ai rất riêng, đa phong cách, rất tâm hồn, cảm xúc và lúc ngọt ngào lúc lại mạnh mẽ.. nghe cuốn hút và khiến người nghe không thể không tập trung… 

## Sự nghiệp
Năm 2021 ca sỹ Erix Toàn Nguyễn đã gây ấn tượng mạnh với khản giả âm nhạc Việt Nam khi anh vinh dự đạt giải Quán quân Giọng ca vàng Bolero Việt Nam 2021. Không chỉ biểu diễn, Erix Toàn Nguyễn còn thể hiện sự đa năng của mình khi sáng tác rất nhiều các ca khúc với thể loại từ hợp xướng, các ca khúc trữ tình, ca khúc quê hương đất nước, các ca khúc bolero. Đây là một hành trang vững vàng giúp cho gương mặt âm nhạc trẻ Ninh Bình vững bước trên đường tiến vào thị trường âm nhạc chuyên nghiệp.

## Ca khúc
- Hãy Quên Anh
- Ninh Bình Quê Mẹ
- Hàn Mạc Tử
- Nhẫn Cỏ Cho Em